# Blue for Two
Blue for Two var ett svenskt pop/rockband grundat i Göteborg 1984, bestående av Freddie Wadling som sångare, och Henryk Lipp spelade synthesizer och var musikproducent. 
Med Lipps synthar, samplingar och arrangemang och Wadlings röst och texter, inte sällan med ett mörker kraftigt färgat av Wadlings djupa intresse för skräckfilmer, byggde de upp en unik musikalisk värld som var totalt öppen för influenser. Muterad gothjazz, svärtad cabaretmusik, ibland ren pop. Blue For Two lekte även med orientaliska influenser och gjorde senare ren dansmusik.

## Historik
Våren 1984 spelade duon in sin första singel "Someone Like You" som släpptes i mars 1985 på Radium 226.05. Det självbetitlade debutalbumet Blue for Two släpptes i maj året därpå, och fick fina recensioner, och var ett jazz/rock inspirerat album byggt mer på ackord och stämning än på melodier och ofta med stor bildskapande effekt. 
Uppföljaren Songs from a Pale and Bitter Moon gavs ut i november 1988, och markerade en vidareutveckling av anslaget på debutskivan, med förstärkning av den dynamiska bredden. Både på albumen och på konserter ackompanjerades de av Sators gitarrist Chips Kiesbye, och Blue for Two spelade bland annat på Hultsfredsfestivalen åren 1986, 1988 och 1992.   
Tredje skivan "Search & Enjoy" släpptes i augusti 1992. Den blev sista skivan på skivbolaget Radium 226.05, som hade köpts upp av MNW. Wadling arbetade då även parallellt med Fläskkvartetten.   
Fjärde albumet Earbound gavs ut vintern 1994 på skivbolaget Energy Rekords. Skivan visade upp Blue for Two från en mera melodisk och lågmäld sida än de tidigare albumen.
Charlie Storm tillkom som medlem under inspelningen av det experimentella albumet Moments som gavs ut september 1997. När "Moments"-turnén var över 1998, fortsatte Wadling att arbeta med sin solokarriär och med Fläskkvartetten. Lipp fortsatte att driva sin studio Music-A-Matic i Göteborg, och arbeta med flera andra artister. Efter flera år av rykten om comeback, och en singel med titeln "Derailroaded" 2008, släpptes Tune the Piano and Hand Me a Razor den 8 februari 2012.
Henryk Lipp har bekräftat att Blue for Two hann göra mer musik innan Wadlings död den 2 juni 2016 och han har sagt att detta kan komma att ges ut i framtiden.

## Diskografi
Studioalbum
- 1986 – Blue for Two
- 1988 – Songs from a Pale and Bitter Moon
- 1992 – Search & Enjoy
- 1994 – Earbound
- 1997 – Moments
- 2012 – Tune the Piano and Hand Me a Razor

Singlar
- 1985 – "Someone Like You" (Radium)
- 1985 – "The Drums" (Radium)
- 1985 – "My Only Wish" / "Madman" (Radium)
- 1987 – "Stay Casey" (Radium)
- 1988 – "Into The Dawn" (Radium)
- 1992 – "Like An Egyptian" (Radium/MNW)
- 1992 – "Rain Of Ruin" (Radium/MNW)
- 1993 – "International" (Energy Rekords)
- 1994 – "Painkiller" (Energy Rekords)
- 1994 – "Solitary" (Energy Rekords)
- 1994 – "Christmas Song" (Energy Rekords)
- 1997 – "White" (sw/Eden)
- 1997 – "Skin" (med Cecilia Nordlund) (sw/Eden)
- 2008 – "Derailroaded"